# Маврос
Маврос — русский графский род.
Происходит с острова Родос, откуда его предки переселились на остров Мальту, а в 1650 в Молдавию.
Георгий Маврос был правителем Молдавии (1785); его сын Николай (1781—1868) в 1828 году перешёл на русскую службу. Грамотой австрийского императора Франца-Иосифа I, в 1876 году, генерал-майор Дмитрий Николаевич Маврос (1820—1896) признан в графском достоинстве; в том же году ему дозволено именоваться этим титулом в России.
Род Маврос был внесён в V часть родословной книги Виленской губернии.

## Описание герба
Щит четырёхчастный с малым щитком в середине. В первой чёрной части серебряная шестиугольная звезда; вторая и третья червлёные части имеют по серебряному кресту; в четвёртой золотой части — чёрное колесо со спицами. В малом щитке, пересечённом на золотое и чёрное поля, изображён двуглавый орёл переменных с полями цветов с червлёными глазами и языками, коронованный червлёными же коронами.
Над щитом графская корона с графским коронованным шлемом. Нашлемник: возникающий чёрный двуглавый орёл с червлёными глазами и языком, коронованный двумя червлёными коронами. Намёт: чёрный с золотом. Щитодержатели: справа — золотой лев, слева — золотой дракон, оба с червлёными глазами и языками.
Герб графа Мавроса внесён в Часть 13 Общего гербовника дворянских родов Всероссийской империи, стр. 14.